# Armand Raynaud
Pour les articles homonymes, voir Raynaud.
 (septembre 2023).
Si vous disposez d'ouvrages ou d'articles de référence ou si vous connaissez des sites web de qualité traitant du thème abordé ici, merci de compléter l'article en donnant les références utiles à sa vérifiabilité et en les liant à la section « Notes et références ».
Armand Raynaud est un compositeur et chef d'orchestre français né le 8 décembre 1847 à Carcassonne et décédé le 3 avril 1900 à Toulouse.

## Biographie

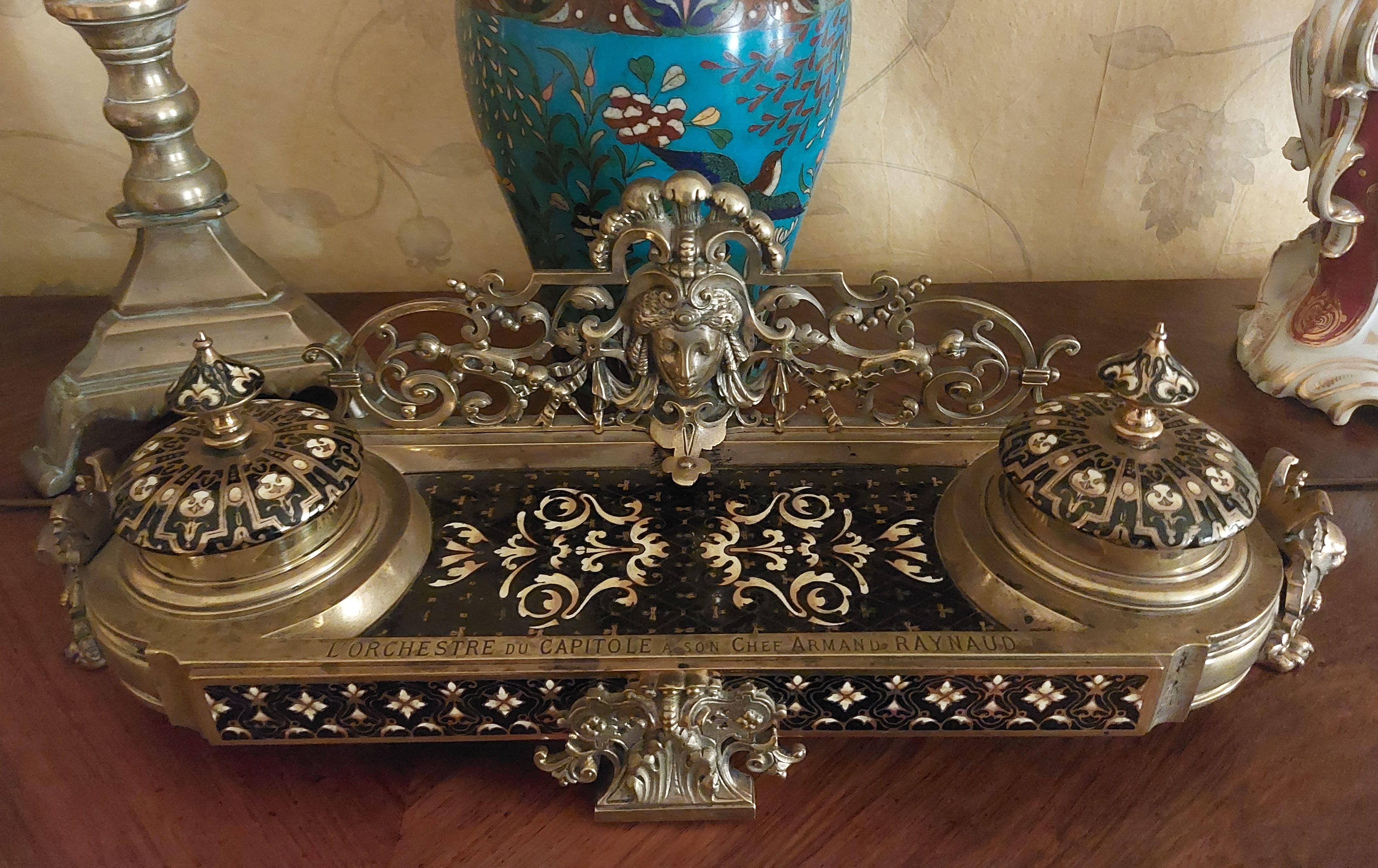
L'encrier en bronze et émail offert par l'Orchestre du Capitole à Armand Raynaud.

Armand Raynaud commence sa carrière dans l'orchestre de la Société Sainte-Cécile de Carcassonne comme cor solo. À partir de 1875, il prend la direction musicale de cette société.
En 1885, il est appelé à prendre ses fonctions de chef d'orchestre du Théâtre Royal de Gand. Sur l'insistance de son ami Delrat, directeur de la scène, il devient par la suite 2e chef au Capitole de Toulouse où il seconde Aimé Beaudoin. À la retraite de ce dernier, Raynaud prend sa place comme 1er chef du théâtre du Capitole de Toulouse.
Comme compositeur on lui doit des symphonies, des mélodies[réf. nécessaire]
Une rue de la ville de Carcassonne porte son nom depuis le 25 août 1922.

## Œuvres
- A Sylvie (Madrigal), Poésie de Napoléon Ney, Editions Hartmann (1879)
- Andalucia (Rêverie poétique sur l'Alhambra), Poésie de Lucien Doux, Editions Chatot (1877)
- La chanson du vin (Chœur à quatre voix), Poésie de Napoléon Ney (1884)
- Quatre chansons provençales, Editions L.Grus (1882)
- Le ciseleur de Tolède (Légende en Castille), Poésie de Lucien Doux, Editions Chatot (1879)
- Primavera (quatre mélodies), Poésie de J.Gayda, Editions Hamelle
- Quatre chansons, Poésie d'Armand Sylvestre (dédiées à Paul Lacombe (compositeur), Editions Maho
- L'escurial (Souvenir d'Espagne), Poésie de Lucien Doux (dédiéé à Paul Lacombe (compositeur)

- The Nightingale (Polka romantique pour piano), Editions Rouget à Toulouse (1878)
- Nourredia (Valse). Editions Hartmann (1891)

- Le Sonnet (Pantomime en un acte de B. Marcel), Editions Choudens (1894). Il fut représenté pour la première fois au Théâtre des Variétés de Toulouse, le 17 novembre 1893.